# Epimélides
En la mitología griega, las epimélides (en griego: Ἐπιμηλίδες)  o epimelíades (Ἐπιμηλιάδες) son las ‘ninfas pastorales’ cuya misión era velar por las ovejas y los rebaños.  Solo son mencionadas en la poesía bucólica por autores helenísticos y al menos se usa la forma perimélides en latín. El filólogo Otto Jessen dice que estas ninfas también estarían relacionadas con los árboles frutales pues en griego la palabra μῆλον (mēlon) designa tanto a la «manzana» como a la «oveja». Como ninfas de los manzanos también son llamadas melias, melíades, mélides (Μηλίδες), málides (Μαλίδες), malíades (Μαλιάδες) y hamamélides (Ἁμαμηλίδες).
Las epimélides tienen su episodio más célebre en manos de Antonino Liberal. Dice que en el país de los mesapios, cerca del lugar llamado las «Rocas Sagradas», apareció un día un coro de ninfas epimélides, y que los jóvenes mesapios abandonaron sus rebaños y se pusieron a contemplarlas. Y afirmaron que ellos danzaban mejor. Este aserto molestó a las ninfas y, a raíz de ello, se organizó un concurso de danza. Los jóvenes, ignorando que se trataba de una competición con seres divinos, danzaban como si rivalizaran con mortales de su misma edad. Resultaron ellas vencedoras sobre los jóvenes, y estos fueron convertidos en árboles por las ninfas, exactamente en el mismo sitio en donde se encontraban, cerca del santuario de las ninfas. En Ovidio el pastor es de Apulia que se burla de las ninfas, y las imita con rústicos saltos, se convierte en un acebuche u olivo salvaje que, en sus amargas bayas, muestra la marca de su lengua, ya que a ellas ha pasado la rudeza de sus palabras.
Longo alegó que «Pan es un dios galanteador e infiel: se enamoró de Pitis, se enamoró de Siringa, y jamás deja de perturbar a las dríades y de enredar a las ninfas epimélides». La melíades aparecen en escenas con Pan, mientras apacenta a sus ganados de cabras y ovejas, o mientras cantan Menalcas el flautista y Dafis el pastor. «Dicen que [Árcade] se casó no con una mujer mortal sino con una ninfa dríade, pues hay ninfas que son llamadas dríades, epimelíades y otras náyades».